# Hadsels kyrka
Hadsels kyrka är en kyrkobyggnad i Hadsel kommun i Nordland fylke i Norge, på östsidan av ön Hadseløya. Den ligger på en kulle mellan Stokmarknes och Melbu, med utsikt över Hadselfjorden och fjället Møysalen.

## Kyrkobyggnaden
Kyrkan uppfördes 1822–1824 på platsen för åtminstone fyra tidigare kyrkor. Den första kända kyrkan på platsen nämns 1382, men det kan ha funnits en kyrka även dessförinnan. Kyrkan är en timmerbyggnad i form av en liksidig åttkant, en form som var populär i Norge på 1800-talet. Den har ett högt tälttak med en stor takryttare, och en tillbyggd sakristia. Den är rödmålad med blå detaljer vid fönster och dörrar. Under en period var den vitmålad, men restaurerades 1935 av arkitekt Harald Sund och målaren Alfred Hagn och återfick då sina ursprungliga färger. Kyrkan har 600 sittplatser.

## Inventarier
Interiören är mycket äldre än kyrkobyggnaden, och hämtad från andra kyrkor. Av inventarierna kan nämnas en Olavsfigur från början av 1500-talet och ett altarskåp daterat till omkring 1520.
Altarskåpet anses vara ett samarbete mellan norska och nederländska konstnärer, och är ett av fem liknande altarskåp, tillhörande den så kallade Lekagruppen. De andra återfinns i Røsts kyrka, Kinns kyrka, Grips stavkyrka och Leka kyrka. I skåpets mitt står Maria med Jesusbarnet på armen. Intill henne står två kristna martyrer: till vänster den helige Stefanos med sitt kännetecken, en bok och tre stenar, och till höger den heliga Katarina, med sina kännetecken, ett hjul och ett brutet svärd. Enligt legenden ska altarskåpet ha varit en gåva till Gud från en spansk-nederländsk prinsessa efter att hon överlevt en stormig sjöresa mellan Nederländerna och Danmark.

## Galleri

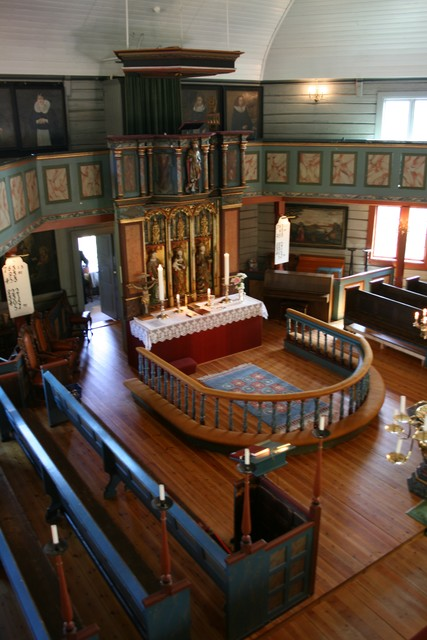
Interiör.
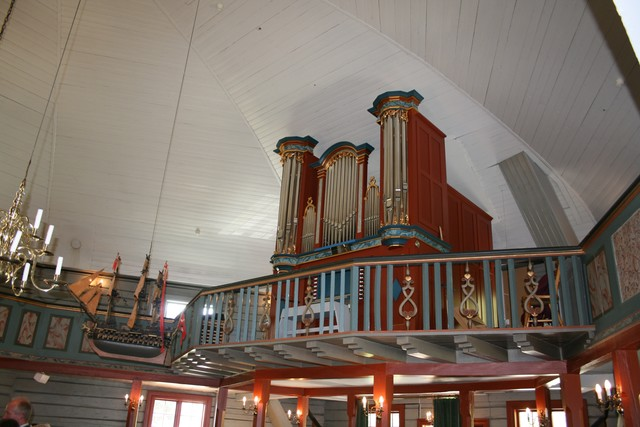
Orgeln.